# Бурка (Кавказ)
Кавказката бурка (чеч. верта, аварски – буртина, Georgian: ნაბადი 'nabadi', Svan: ღა̈რთ 'ghärt', Abkhazian: ауапа 'awápa', Adyghe: кӏакӏо 'chakwe', Kabardian: щӏакӏуэ 'shakwe', Ossetian: нымӕг 'nymæg', Ingush: ферта 'ferta', Chechen: верта 'verta', Avar: буртина 'burtína') е плащ без ръкави, направен от плъст/филц, аналог на ямурлук.
Цветът е естествен бял, черен, кафяв; вълната, от която е направен, обикновено е овча. Традиционна част е от облеклото на кавказките ловци и овчари. Има дълъг вариант за езда и къс за пеша.
Бурката е с голямо практическо и ритуално значение в живота на планинците. Когато се ражда момче се увива в бурка, за да порасне истински мъж. Когато умира – той е завит на последното му пътуване от своята бурка. Дар за най-добрия приятел в Кавказ винаги е бурка .
Важният момент от сватбата в етническото общество „Чеберлой“ се смята момента, в който предполага се случайно, се появява почитан старец и винаги в бурка. Той седи на почетно място. След известно време казва поучителна реч и напуска сватбата, за да не смущава младежите. Преди да си тръгне, без да сваля бурката, прави няколко кръга в танцов ритъм. В същото време всички стават, отдавайки почит на старостта, бурката, която защитаваше собственика ѝ, и този, който може да дойде и да отиде навреме .
Изключително известни ловци, носели т.н. „сурови“ бурки изработени от козината на диви животни. Ботушите на тези ловци се изработвали от остатъка от плъста за такива бурки. Собственикът на такива неща се наричал „суров“ (рус. суровым). Пътникът и овчарят категорично не се препоръчва да имат такава бурка, защото според легендата тя привлича врагове и животни. Зъбите и ноктите на животни, убити от този ловец, се пришивали на долната страна на крилата на такава бурка. Колкото повече трофеи имал, толкова по-суров бил смятан ловеца. Първоначално по този начин ловецът просто отбелязва убитите животни, но по-късно този момент е обогатен с магическо и естетическо съдържание .

## История
Според А. Кавказов, черните наметала, споменати в описанието на кавказките страни от Херодот преди 2300 години, са ранна форма на бурките. Гърците наричали тези народи "Melanchlaeni (Μελαγχλαῖνοι, „black-cloaks“)" – „черни наметала“ .
Вероятно първите бурки са направени от събрана опадала вълна. .
Производството на бурки, произхождащо от планинските райони на Северен Кавказ, постепенно се разпространило в подножието . Те са правени в Чечня, Дагестан, Кабарда, Имерети. Занаятчийското производство продължава до 1950-те години. Река Терек е северната граница на риболова, на изток тя е ограничена до равнината на Кумик, на юг – алпийската Чечня, на югозапад – (Сунженская кордонная линия). На запад тя се слива с областите на производство на кабардинската бурка.
Площта на чеченската продукция на бурки е приблизително 5,5 хиляди квадратни версти, годишното производство достига 22 хиляди единици .
Производството на бурки е често срещано в зони с алкални източници, които се използват за измиване на вълната. Според оценките на О. Маркграф в Голяма Чечня от 16,4 хил. домакинства 3% от семействата са се занимавали с производство на бурки, а в районите, които са най-подходящи за това – до една четвърт от семействата. В Кабардино тези цифри са съответно 5 и 30%, а в областта Анди достигат 60%. Семейството произвежда средно по 15 бурки годишно .
Кабардинските майстори се считат за най-добрите в Кавказ и техните продукти са оценени по-високо. За година в Кабардино произвежда до 30 хиляди бурка. В Дагестан годишното производство достигна 35 хиляди. Общото производство на бурки от всички области е приблизително 85 – 90 хиляди годишно .
През 19 век, във връзка с военната ситуация в Кавказ, търсенето на бурки значително се е увеличило. Бурки са носени не само от планинците, но и от офицерите на царската армия. Също така са необходими бурки за казашките единици . Максималното производство на бурките е достигнато в средата на XIX – началото на XX век .

## Технология на производството
Бурките се правят от жени. Занаятчията пласти вълната на пластове на подложка, върху която се очертава с въглен контура на бъдещия продукт, коригиран за свиване по време на обработката. Вълната се поставя равномерно и внимателно, цял ден. За горния и долния пласт се използва висококачествена вълна. За средния слой е възможно да се използва късо покритие с по-ниско качество. Вълната се напръсква с гореща вода и се навива, внимателно контролирайки равномерността на слоя. Заготовката с подложката се навива в ролка. За да се получи качествен продукт, е необходимо да се остави заготовката през нощта на топло място. Но под натиска на пазарното търсене може да се започне филцоването веднага без отлежаване .
За филцоването се избира място с малък наклон. Процесът включва 3 – 4 квалифицирани работници. Те претърколват бавно, без усилие рулото от вълна. Всеки такъв цикъл продължава около 20 минути, след което има кратка почивка. Общо са 4 – 5 такива цикъла. Материала е периодично разгъван, напръскван с гореща вода, формата е регулирана и сгъвана отново. Броят на циклите никога не може да бъде определен предварително. Обикновено процеса е завършва за един ден, но понякога може да е два или три дни. След това филцът се разгъва и измива в течаща вода. Навит на масивна пръчка и вързан на няколко места се оставя в ъгъла. След един или два дни водата изсъхва и се придобива окончателна форма .
Накрая бурката се измива. Ако бурката е овчарска, то тогава измиването се извършва с течаща вода. Ако е с по-високо качество, тогава се измива в алкален източник. Сега при производството на висококачествени бурки те се измиват с помощта на сапун или почистващи разтвори .
При производството на бурки се използва черна вълна. Ако бурката е направена от вълна с различен цвят, тя се боядисва .
Накрая бурката се опалва над голям огън. След това се извършва декорацията на продукта. Бурката се украсява с плитка и/ или бродирана апликация в контрастни цветове. Елементите на украшението се избират в зависимост от предназначението на бурката.